# Artiach (equip ciclista)
L'equip Artiach (conegut anteriorment com a Orbea, Seat, Caja Rural o Paternina) va ser un equip ciclista basc que competí professionalment entre el 1984 i 1995.

## Història
Ja a mitjans de la dècada de 1970, la fàbrica de bicicletes Orbea i la SD Danena de Zizurkil van col·laborar per tenir un equip de ciclisme amateur. A partir de 1984 l'equip agafa la categoria professional. En aquell primer any ja hi havia ciclistes com Jokin Mujika o Peio Ruiz Cabestany.
L'any següent ja van entrar nous patrocinadors com Gin MG o Seat. Es va fitxar a Pedro Delgado el qual va guanyar la Volta a Espanya d'aquell any.
El 1987, Caja Rural era el principal patrocinador i Marino Lejarreta era el cap de files. En aquests anys cal destacar també ciclistes com Mathieu Hermans, Antoni Esparza o Jaume Vilamajó.
A mitjans del 1989 l'empresa Paternina es va fer amb el patrocini, però la falta d'acord per la renovació del contracte van fer que a principis de 1990 l'equip no tingués nom. Es va arribar primer a un acord amb la campanya publicitària "Alimentos de España", i després amb l'empresa de galetes Artiach, amb la qual es va mantenir el patrocini fins al 1995.
A finals d'aquell l'equip es va dissoldre, passant part de l'equip a l'estructura del Kelme, que es va anomenar per a la temporada 1996 Kelme-Artiach.
Aquest equip no té relació amb el Caja Rural-Seguros RGA, el Paternina-Costa de Almería o l'Orbea Continental.

## Principals resultats
- Volta a Espanya: Pedro Delgado (1985)
- Clàssica de Sant Sebastià: Marino Lejarreta (1987)
- Volta a Catalunya: Marino Lejarreta (1989)

### A les grans voltes
- Volta a Espanya
  - 11 participacions (1984, 1985, 1986, 1987, 1988, 1989, 1991, 1992, 1993, 1994, 1995)
  - 17 victòries d'etapa:
    - 2 el 1985: Pedro Delgado, Peio Ruiz Cabestany
    - 2 el 1986: Manuel Jorge Domínguez, Marino Lejarreta
    - 2 el 1987: Antoni Esparza, Jaume Vilamajó
    - 6 el 1988: Mathieu Hermans (6)
    - 3 el 1989: Mathieu Hermans (3)
    - 1 el 1993: Alfonso Gutiérrez
    - 1 el 1995: Assiat Saítov

  - 1 classificació final:
    - 1985: Pedro Delgado

  - 1 classificació secundària:
    - Gran Premi de la muntanya: Felipe Yáñez (1984)

- Tour de França
  - 5 participacions (1985, 1986, 1987, 1988, 1989)
  - 8 victòries d'etapa:
    - 1 el 1985: Pedro Delgado
    - 1 el 1986: Peio Ruiz Cabestany
    - 1 el 1989: Mathieu Hermans

- Giro d'Itàlia
  - 3 participacions (1987, 1989, 1993)
  - 0 victòries d'etapa:

## Classificacions UCI
| Temporada | Classificació per equips | Millor ciclista en la classificació individual |
| --------- | ------------------------ | ---------------------------------------------- |
| 1995      | 23è                      | Orlando Rodrigues (94è)                        |